# سسنا سی‌جی-۲
سسنا سی‌جی-۲ (به انگلیسی: Cessna CG-2) یک هواگرد ساختِ کارخانهٔ سسنا در کشور ایالات متحده آمریکا است .